# Graham Burke
Graham Burke (Dublin, 21 september 1993) is een Iers voetballer die bij voorkeur als aanvaller speelt. Hij stroomde in 2012 door vanuit de jeugdopleiding van Aston Villa FC.

## Clubcarrière

### Aston Villa
Burke speelde in de jeugd voor Aston Villa. Hij maakte zijn debuut in de hoofdmacht op 28 september 2012 in een thuiswedstrijd tegen Tranmere Rovers in de tweede ronde van de League Cup, hij kwam in de 76e minuut in de ploeg voor Chris Herd. Met Aston Villa –19 won hij op 1 april 2013 de finale van The NextGen Series met 2-0 van Chelsea, hij scoorde in de finale 2 maal uit een strafschop. Hij werd samen met Islam Feruz topscorer van het toernooi met beide 7 goals.

## Statistieken
| Seizoen | Club              | Land     | Competitie       | Wed. | Doelp. |
| ------- | ----------------- | -------- | ---------------- | ---- | ------ |
| 2012/13 | Aston Villa FC    | Engeland | Premier League   | 0    | 0      |
| 2013/14 | → Shrewsbury Town | Engeland | League One       | 3    | 0      |
| 2014/15 | → Notts County    | Engeland | League One       | 7    | 1      |
| 2015/16 | Notts County      | Engeland | League Two       | 31   | 2      |
| 2016/17 | Notts County      | Engeland | League Two       | 5    | 0      |
| 2016/17 | Shamrock Rovers   | Ierland  | Premier Division | 19   | 5      |
| 2017/18 | Shamrock Rovers   | Ierland  | Premier Division | 22   | 13     |
| 2018/19 | Preston North End | Engeland | Championship     | 5    | 1      |
| Totaal  | Totaal            | Totaal   | Totaal           | 92   | 22     |

## Interlandcarrière
Onder leiding van bondscoach Martin O'Neill maakte Burke zijn debuut voor het Iers voetbalelftal op maandag 28 mei 2018 in de vriendschappelijke uitwedstrijd tegen WK-ganger Frankrijk, net als Shaun Williams (Millwall) en Derrick Williams (Blackburn Rovers). Hij viel in dat duel na 70 minuten in voor Callum O'Dowda. Ierland verloor het duel in Saint-Denis met 2-0 door treffers van Olivier Giroud en Nabil Fekir.